# Dorisporfina
La dorifornina es un alcaloide quinolínico aislado de la corteza de Doryphora sassafras (Atherospermataceae).

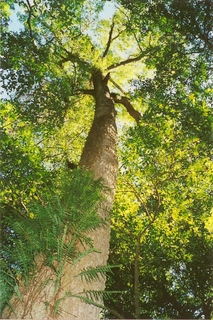
Doryphora sassafras

## Derivados
En la naturaleza se han encontrado varios compuestos relacionados con la 1-isoquinolinona presentes en plantas del orden Laurales.